# Renate Orth-Guttmann
Renate M. Orth-Guttmann (* 28. August 1935 in Berlin als Renate Guttmann) ist eine deutsche Übersetzerin.

## Leben
Renate Orth-Guttmann schloss ihr Studium der Anglistik und Slawistik mit dem Magistergrad ab. Sie lebt heute in Frankfurt am Main. Sie begann Mitte der 1960er Jahre, belletristische Werke und Sachbücher aus dem Englischen zu übersetzen. Zu den zahlreichen von ihr übersetzten Autoren zählen Joan Aiken, Roddy Doyle, David Lodge, Joyce Carol Oates, Ruth Rendell und Joan Schenkar.
Orth-Guttmann ist Mitglied im Verband deutschsprachiger Übersetzer literarischer und wissenschaftlicher Werke. 1989 erhielt sie den Christoph-Martin-Wieland-Übersetzerpreis.

## Übersetzungen (Auswahl)
- André Aciman: Acht helle Nächte, Zürich 2010
- André Aciman: Ruf mich bei deinem Namen, Zürich 2008
- Halide Edip Adıvar: Die Tochter des Schattenspielers, Zürich 2008
- Joan Aiken: Angst und Bangen, Zürich 1991.
- Chow Ching Lie: Die Perlen des Buddha (Concerto du Fleuve Jaune). Ullstein, Berlin 1998, ISBN 3-548-24364-9.
- Roddy Doyle: The snapper, Frankfurt am Main 2001
- Roddy Doyle: Typisch irisch, München 2011
- Will Durant: Unser Leben, München 1980
- Louise Erdrich: Der Gesang des Fidelis Waldvogel, Frankfurt am Main 2004
- Louise Erdrich: Der Klang der Trommel, Frankfurt am Main 2007
- Marianne Gilbert Finnegan: Das gab's nur einmal, Zürich 2007
- Francis Scott Fitzgerald: Die Liebe des letzten Tycoon, Zürich 2006
- Andrew Garve: Eine Chance für Terry, München (u. a.) 1964, übersetzt unter dem Namen Renate Guttmann
- Lesley Glaister: Du sollst Deinen Vater ehren, Zürich 1992
- William Golding: Ein ägyptisches Tagebuch, München 1987
- DuBose Heyward: Porgy, Zürich 2001
- Eva Hoffman: Die kopierte Frau, Wien 2004
- Michael Innes: Gefährliche Rückkehr, München 1964, übersetzt unter dem Namen Renate Guttmann
- Jerome K. Jerome: Drei Männer auf Bummelfahrt, Zürich 2005
- Jamaica Kincaid: Mein Garten(Buch), Frankfurt am Main 2005
- James Lasdun: Die Jagd auf das Einhorn, München (u. a.) 2002
- David Lodge: Adamstag, München 1987
- David Lodge: Autor, Autor, Frankfurt am Main 2006
- David Lodge: Bittere Wahrheiten, Zürich, 2000
- David Lodge: Finger weg, München
- David Lodge: Ins Freie, München
- David Lodge: Neueste Paradies-Nachrichten, München/Zürich, 2002
- David Lodge: Ortswechsel, München, 2001
- David Lodge: Saubere Arbeit, München
- David Lodge: Schnitzeljagd, München
- David Lodge: Sommergeschichten – Wintermärchen, München, 2005
- David Lodge: Therapie & Denkt : zwei Romane in einem Band, Frankfurt am Main 2000
- David Lodge: Wie bitte?, München, 2009
- Alison Lurie: Paare, Zürich 2008
- Sharyn McCrumb: Ein Sarg aus Rosenholz, Reinbek 1998
- Val McDermid: Abgeblasen, München 2001
- Meine unheimlichsten Morde, Bern (u. a.), übersetzt zusammen mit Brigitte Walitzek
- Margaret Millar: Banshee die Todesfee, Zürich 1987
- Joyce Carol Oates: Amerikanische Begierden, Stuttgart 1993
- Joyce Carol Oates: Das Rendezvous, Stuttgart 1992
- Carol O’Connell: Das Judaskind, München 2000
- Ann Packer: Weil du zu mir gehörst, München 2003
- John Otto Reinemann: Fortgerissen …, Frankfurt am Main 1981
- Ruth Rendell: Astas Tagebuch, Zürich 1994
- Ruth Rendell: Aus der Welt, Zürich 2007
- Gerald Seymour: Fliegenpilz, München 1977
- Gerald Seymour: Das tödliche Patt, München 1976
- Rebecca Stott: Die Korallendiebin, München 2011
- Rebecca Stott: Und Blut soll dich verfolgen, München 2007
- Rex Stout: Das große Fragezeichen, München (u. a.) 1965, übersetzt unter dem Namen Renate Guttmann
- Rex Stout: Wenn Licht ins Dunkle fällt, Berlin-Schöneberg (u. a.) 1967, übersetzt unter dem Namen Renate Guttmann
- Stephen Tabachnick: T. E. Lawrence, München 1988, übersetzt zusammen mit Götz Burghardt
- Andrew Taylor: Eine Messe für die Toten, Wien 2002
- Andrew Taylor: Die vier letzten Dinge, Wien 2000
- Glenn Taylor: Die Ballade von Trenchmouth Taggart, München 2010
- Elleston Trevor: Gehirntrauma, Frankfurt/M. (u. a.) 1980
- Ullstein-Kriminalmagazin, Frankfurt/M., übersetzt unter dem Namen Renate Guttmann
- Edgar Wallace: Die Bande des Schreckens, Bern (u. a.) 1983
- Cicely V. Wedgwood: Die ersten 5000 Jahre, München 1987
- Mary Wesley: Ein Leben nach Maß, München (u. a.) 1991
- Edith Wharton: Das Riff, Zürich 1997

| Personendaten    | Personendaten                              |
| ---------------- | ------------------------------------------ |
| NAME             | Orth-Guttmann, Renate                      |
| ALTERNATIVNAMEN  | Orth-Guttmann, Renate M.; Guttmann, Renate |
| KURZBESCHREIBUNG | deutsche Übersetzerin                      |
| GEBURTSDATUM     | 28. August 1935                            |
| GEBURTSORT       | Berlin                                     |